# Jan Peter Tripp
Jan Peter Tripp (* 15. Mai 1945 in Oberstdorf im Allgäu) ist ein deutscher Maler und Grafiker.

## Leben und Schaffen
Jan Peter Tripp entstammt einer Künstlerfamilie. Er ist der Sohn des Malers Franz Josef Tripp und seiner Frau Josefa Tripp. Auch der ältere Bruder des Vaters, Willi Tripp, war Maler. Jan Peter Tripp ging in Oberstdorf zusammen mit dem späteren Schriftsteller W. G. Sebald in die Volksschule und in die Oberrealschule. Die beiden verband bis zu Sebalds Tod im Jahr 2001 eine tiefe Freundschaft, und Sebald widmete in seinem Essayband Logis in einem Landhaus das letzte Kapitel Tripps Malerei. Tripp machte 1965 in Oberstdorf das Abitur und studierte anschließend für zwei Jahre an der Freien Kunstschule in Stuttgart bei Gerd Neisser. Von 1967 bis 1970 besuchte er die Akademie Stuttgart und studierte Bildhauerei bei Rudolf Daudert. Anschließend war er zwei Jahre Meisterschüler für Malerei bei Rudolf Hausner. 1971 erhielt er durch den Deutschen Akademischen Austauschdienst ein Studienstipendium in Wien, im folgenden Jahr ein Stipendium der Studienstiftung des Deutschen Volkes.
Nach Beendigung des Studiums malte Jan Peter Tripp einen Monat lang im psychiatrischen Landeskrankenhaus Weissenau nahe Ravensburg. Die dort entstandenen Radierungen machten ihn überregional bekannt. 1976 hatte er zahlreiche Aufträge als Bühnenbildner beim Staatstheater Stuttgart. 1979 schrieb er gemeinsam mit den Künstlern Johannes Grützke und Arno Waldschmidt das Prosawerk Pantalon ouvert. 1983 erhielt er von der Stiftung Barkenhoff ein Stipendium der Künstlerhäuser Worpswede. Als Mitglied des Deutschen Künstlerbundes beteiligte sich Tripp bis 1992 an insgesamt zwanzig großen DKB-Jahresausstellungen, darunter auch an der Sonderausstellung in der griechischen Nationalpinakothek 1984 in Athen.
Jan Peter Tripp gilt als ein wichtiger deutscher Vertreter des Realismus. Er lebt und arbeitet als freier Maler und Graphiker in Mittelbergheim im Elsass. Seit 1971 stellt er in vielen Galerien und Institutionen im In- und Ausland aus.

## Werke/Veröffentlichungen
- mit Johannes Grützke und Arno Waldschmidt: Pantalon ouvert. Dramatische Gespräche. Merlin, 1979.
- mit Peter Renz (Hrsg.): Die Kehrseite der Dinge. Bilder aus zwölf Jahren. Drumlin, Weingarten 1984.
- mit Max Bense, Ludwig Harig, René N. Ehni und Louis Schittly: Ein 17. Januar: 30 Aquarelle von Landschaften aus dem Elsass gesehen am Nachmittag des 17. Januar 1985 gemalt im darauffolgenden Herbst & Winter. Die Galerie, Offenbach/Main 1986.
- Die Aufzählung der Schwierigkeiten. Reiff, Offenburg 1993.
- Die ersten Zehn. Mit zehn Originalradierungen (Autorenporträts) von Jan Peter Tripp und einem Essay zu den Graphischen Büchern von Herbert Kästner. Faber & Faber, Leipzig 2001.
- Dichter – Literarischer Kunstkalender 2003. DuMont, Köln 2002.
- mit W. G. Sebald: Unerzählt. Hanser, München 2003.
- Querfeldein – auf der Suche nach Jupp: Zu der Ausstellung „Vater & Sohn“. Franz Josef Tripp – Jan Peter Tripp. Keicher, Leonberg 2006, ISBN 3-938743-30-1.
- Lappland. Cantz, Stuttgart 2007.
- Egotripp. Swiridoff, Künzelsau 2014.
- mit Hans Magnus Enzensberger: Wirrwarr. Suhrkamp, Berlin 2020.
- Galerie Schmalfuss, Berlin. Zusammen mit Gaëlle Chotard, July 2023